# Paradossenus pulcher
Espèce
Paradossenus pulcher est une espèce d'araignées aranéomorphes de la famille des Trechaleidae.

## Distribution
Cette espèce se rencontre en Équateur, au Venezuela et au Brésil.

## Description
La femelle holotype mesure 10,32 mm.
La carapace de la femelle décrite par Carico et Silva en 2010 mesure 4,4 mm de long sur 3,6 mm de large.
Le mâle décrit par Silva et Lise en 2011 mesure 7,47 mm, sa carapace mesure 3,32 mm de long sur 3,07 mm de large et l'abdomen 4,15 mm de long.

## Publication originale
- Sierwald, 1993 : Revision of the spider genus Paradossenus, with notes on the family Trechaleidae and the subfamily Rhoicininae (Araneae, Lycosoidea). Revue Arachnologique, vol. 10, no 3, p. 53-74.